# Большие Козлы (Калужская область)
Больши́е Козлы — деревня в Перемышльском районе Калужской области, административный центр муниципального образования Сельское поселение «Деревня Большие Козлы».

## География
Расположена в двух километрах от федеральной автотрассы Р-132 «Золотое кольцо», в 33 километрах на северо-запад от районного центра — села Перемышль и в шести километрах на юг от областного центра — города Калуги. Рядом деревни Еловка и Малые Козлы.

## Население
| 2002 | 2010 |
| ---- | ---- |
| 706  | ↗782 |

## Этимология
Согласно легенде здесь ранее заготавливали лес, который распиливали на «козлах». В середине XIX века был известен хутор Козлы, располагавшийся рядом с Одоевским трактом (территория современной деревни Малые Козлы) где продавали древесину.

## История
Вероятно деревня с таким названием появилась в конце XIX века. В «Списке населённых мест Калужской губернии» упоминается деревня Большие Козлы Покровской волости Калужского уезда Калужской губернии. В 1913 году население — 202 человека. В начале XX века присяжным поверенным Фонеевым была открыта земская школа грамоты.
В годы Великой Отечественной войны деревня была оккупирована войсками Нацистской Германии с 11 октября по 21 декабря 1941 года. Освобождена в ходе Калужской наступательной операции частями 50-й армии генерал-лейтенанта И. В. Болдина.
После войны был образован колхоз «имени Маяковского» с правлением в Больших Козлах. С 1952 года, и до объединения в начале 1960-х годов с совхозом «Калужский»,  председателем был избран и работал Н. И. Романов. В 1966 году был организован совхоз «Приокский», директором которого стал А. Ф. Евстегнеев.
В 1970 году руководителем «Приокского» был назначен В. П. Милисинов . Были построены двухэтажные многоквартирные дома, школа, детский сад, новый магазин, клуб и отделение связи, открыт фельдшерско-акушерский пункт.

## Объекты историко-культурного наследия
Памятник землякам, погибшим в годы Великой Отечественной войны в центре деревни.

## Комментарии
1. ↑  В ряде справочников Калужской губернии начала XX века деревня именовалась как Большие Козлы (Будаково, Лежебоково).